# Noussair Mazraoui
Noussair Mazraoui (in arabo نصير مزراوي‎?; Leiderdorp, 14 novembre 1997) è un calciatore marocchino, difensore o centrocampista del Manchester Utd e della nazionale marocchina.

## Caratteristiche tecniche
È un terzino destro polivalente che all’occorrenza può agire anche come terzino sinistro o centrocampista centrale. Si dimostra abile nella corsa nella resistenza fisica e nel dribbling.

## Carriera

### Club

#### Gli inizi, Ajax
Nato in Olanda a Leiderdorp, cresce calcisticamente, nelle giovanili dell'Ajax, ha esordito in prima squadra, il 4 febbraio 2018 in occasione della partita vinta per 3-1 in casa contro il NAC Breda.
Ha segnato il suo primo gol in Champions League il 2 ottobre seguente in occasione del pareggio 1-1 contro il Bayern Monaco. Con 4 gol e 5 assist realizzati in 48 partite giocate, è uno dei protagonisti della grande stagione dell’Ajax che arriva fino alla semifinale di Champions League e vince Coppa d’Olanda e campionato; il 16 maggio 2019 durante i festeggiamenti in città viene premiato come talento dell’anno. La prosecuzione della sua carriera è minata da troppi infortuni; nonostante ciò il 25 aprile 2021 in occasione di Ajax-AZ 2-0 tocca quota 100 presenze con il club di Amsterdam.

#### Bayern Monaco
In scadenza di contratto con l’Ajax a giugno, il 25 maggio 2022 firma un contratto quadriennale con il Bayern Monaco. Rimane in Germania due stagioni e all'inizio dalla terza, conclude la sua esperienza con 53 presenze e 1 rete.

#### Manchester Utd
Il 13 agosto 2024 viene acquistato a titolo definitivo dal Manchester Utd.

### Nazionale
Tra il 2017 e il 2018 ha giocato tre presenze nella nazionale Under-20 marocchina.
L'8 settembre del 2018 fa il suo esordio ufficiale in nazionale maggiore, nella partita vinta per 3-0 in casa contro il Malawi, match valido per le qualificazioni alla Coppa d'Africa 2019. Successivamente, viene convocato per la Coppa d'Africa 2019.
Nel marzo 2022, dopo alcuni disguidi col CT della nazionale marocchina Vahid Halilhodžić e il rifiuto della chiamate in vista del play-off di qualificazione ai Mondiali contro la RD del Congo, viene escluso dalle future convocazioni della nazionale dal tecnico bosniaco, che tuttavia tornerà sui suoi passi nel maggio dello stesso anno.
Nel novembre del 2022, è stato convocato dal CT Walid Regragui per disputare la fase finale dei Mondiali in Qatar, in cui ha registrato cinque presenze, tutte da titolare, con il Marocco capace di concludere il torneo al quarto posto. In seguito al risultato storico ottenuto, nel dicembre successivo Mazraoui e il resto della rosa marocchina sono stati insigniti dell'Ordine del Trono durante un ricevimento al Palazzo Reale di Rabat.

## Statistiche

### Presenze e reti nei club
Statistiche aggiornate al 16 maggio 2025.
| Stagione             | Squadra              | Campionato           | Campionato | Campionato | Coppe nazionali | Coppe nazionali | Coppe nazionali | Coppe continentali | Coppe continentali | Coppe continentali | Altre coppe | Altre coppe | Altre coppe | Totale | Totale |
| Stagione             | Squadra              | Comp                 | Pres       | Reti       | Comp            | Pres            | Reti            | Comp               | Pres               | Reti               | Comp        | Pres        | Reti        | Pres   | Reti   |
| -------------------- | -------------------- | -------------------- | ---------- | ---------- | --------------- | --------------- | --------------- | ------------------ | ------------------ | ------------------ | ----------- | ----------- | ----------- | ------ | ------ |
| 2016-2017            | Jong Ajax            | EE                   | 33         | 6          | -               | -               | -               | -                  | -                  | -                  | -           | -           | -           | 33     | 6      |
| 2017-2018            | Jong Ajax            | EE                   | 22         | 6          | -               | -               | -               | -                  | -                  | -                  | -           | -           | -           | 22     | 6      |
| Totale Jong Ajax     | Totale Jong Ajax     | Totale Jong Ajax     | 55         | 12         |                 | -               | -               |                    | -                  | -                  |             | -           | -           | 55     | 12     |
| 2017-2018            | Ajax                 | ED                   | 8          | 0          | CO              | 0               | 0               | UCL+UEL            | 0+0                | 0                  | -           | -           | -           | 8      | 0      |
| 2018-2019            | Ajax                 | ED                   | 28         | 1          | CO              | 3               | 1               | UCL                | 17                 | 2                  | -           | -           | -           | 48     | 4      |
| 2019-2020            | Ajax                 | ED                   | 13         | 0          | CO              | 1               | 0               | UCL                | 6                  | 0                  | -           | -           | -           | 20     | 0      |
| 2020-2021            | Ajax                 | ED                   | 19         | 0          | CO              | 1               | 0               | UCL                | 6                  | 1                  | -           | -           | -           | 26     | 1      |
| 2021-2022            | Ajax                 | ED                   | 25         | 5          | CO              | 1               | 0               | UCL                | 7                  | 0                  | SO          | 1           | 0           | 33     | 5      |
| Totale Ajax          | Totale Ajax          | Totale Ajax          | 93         | 6          |                 | 6               | 1               |                    | 36                 | 3                  |             | 1           | 0           | 136    | 10     |
| 2022-2023            | Bayern Monaco        | BL                   | 19         | 1          | CG              | 1               | 0               | UCL                | 5                  | 0                  | SG          | 1           | 0           | 26     | 1      |
| 2023-2024            | Bayern Monaco        | BL                   | 19         | 0          | CG              | 1               | 0               | UCL                | 8                  | 0                  | SG          | 1           | 0           | 29     | 0      |
| Totale Bayern Monaco | Totale Bayern Monaco | Totale Bayern Monaco | 38         | 1          |                 | 2               | 0               |                    | 13                 | 0                  |             | 2           | 0           | 55     | 1      |
| 2024-2025            | Manchester Utd       | PL                   | 37         | 0          | FACup+CdL       | 3+3             | 0+0             | UEL                | 14                 | 0                  | CS          | -           | -           | 57     | 0      |
| Totale carriera      | Totale carriera      | Totale carriera      | 223        | 19         |                 | 14              | 1               |                    | 63                 | 3                  |             | 3           | 0           | 293    | 23     |

### Cronologia presenze e reti in nazionale
| Cronologia completa delle presenze e delle reti in nazionale ― Marocco | Cronologia completa delle presenze e delle reti in nazionale ― Marocco | Cronologia completa delle presenze e delle reti in nazionale ― Marocco | Cronologia completa delle presenze e delle reti in nazionale ― Marocco | Cronologia completa delle presenze e delle reti in nazionale ― Marocco | Cronologia completa delle presenze e delle reti in nazionale ― Marocco | Cronologia completa delle presenze e delle reti in nazionale ― Marocco | Cronologia completa delle presenze e delle reti in nazionale ― Marocco |
| Data                                                                   | Città                                                                  | In casa                                                                | Risultato                                                              | Ospiti                                                                 | Competizione                                                           | Reti                                                                   | Note                                                                   |
| ---------------------------------------------------------------------- | ---------------------------------------------------------------------- | ---------------------------------------------------------------------- | ---------------------------------------------------------------------- | ---------------------------------------------------------------------- | ---------------------------------------------------------------------- | ---------------------------------------------------------------------- | ---------------------------------------------------------------------- |
| 8-9-2018                                                               | Casablanca                                                             | Marocco                                                                | 3 – 0                                                                  | Malawi                                                                 | Qual. Coppa d'Africa 2019                                              | -                                                                      | 73’                                                                    |
| 16-11-2018                                                             | Casablanca                                                             | Marocco                                                                | 2 – 0                                                                  | Camerun                                                                | Qual. Coppa d'Africa 2019                                              | -                                                                      |                                                                        |
| 20-11-2018                                                             | Radès                                                                  | Tunisia                                                                | 0 – 1                                                                  | Marocco                                                                | Amichevole                                                             | -                                                                      | 85’                                                                    |
| 26-3-2019                                                              | Tangeri                                                                | Marocco                                                                | 0 – 1                                                                  | Argentina                                                              | Amichevole                                                             | -                                                                      |                                                                        |
| 12-6-2019                                                              | Marrakech                                                              | Marocco                                                                | 0 – 1                                                                  | Gambia                                                                 | Amichevole                                                             | -                                                                      | 46’                                                                    |
| 28-6-2019                                                              | Il Cairo                                                               | Marocco                                                                | 1 – 0                                                                  | Costa d'Avorio                                                         | Coppa d'Africa 2019 - 1º turno                                         | -                                                                      | 82’                                                                    |
| 1-7-2019                                                               | Il Cairo                                                               | Sudafrica                                                              | 0 – 1                                                                  | Marocco                                                                | Coppa d'Africa 2019 - 1º turno                                         | -                                                                      | 76’                                                                    |
| 5-7-2019                                                               | Il Cairo                                                               | Marocco                                                                | 1 – 1 dts (1 – 4 dtr)                                                  | Benin                                                                  | Coppa d'Africa 2019 - Ottavi di finale                                 | -                                                                      | 74’                                                                    |
| 15-11-2019                                                             | Rabat                                                                  | Marocco                                                                | 0 – 0                                                                  | Mauritania                                                             | Qual. Coppa d'Africa 2021                                              | -                                                                      |                                                                        |
| 19-11-2019                                                             | Bujumbura                                                              | Burundi                                                                | 0 – 3                                                                  | Marocco                                                                | Qual. Coppa d'Africa 2021                                              | 1                                                                      | 57’                                                                    |
| 13-10-2020                                                             | Rabat                                                                  | Marocco                                                                | 1 – 1                                                                  | RD del Congo                                                           | Amichevole                                                             | 1                                                                      | 57’                                                                    |
| 12-11-2020                                                             | Casablanca                                                             | Marocco                                                                | 4 – 1                                                                  | Rep. Centrafricana                                                     | Qual. Coppa d'Africa 2021                                              | -                                                                      | 66’ 84’                                                                |
| 23-9-2022                                                              | Cornellà de Llobregat                                                  | Marocco                                                                | 2 – 0                                                                  | Cile                                                                   | Amichevole                                                             | -                                                                      |                                                                        |
| 27-9-2022                                                              | Siviglia                                                               | Paraguay                                                               | 0 – 0                                                                  | Marocco                                                                | Amichevole                                                             | -                                                                      |                                                                        |
| 17-11-2022                                                             | Sharja                                                                 | Marocco                                                                | 3 – 0                                                                  | Georgia                                                                | Amichevole                                                             | -                                                                      | 46’                                                                    |
| 23-11-2022                                                             | Al Khawr                                                               | Marocco                                                                | 0 – 0                                                                  | Croazia                                                                | Mondiali 2022 - 1º turno                                               | -                                                                      | 60’                                                                    |
| 27-11-2022                                                             | Doha                                                                   | Belgio                                                                 | 0 – 2                                                                  | Marocco                                                                | Mondiali 2022 - 1º turno                                               | -                                                                      |                                                                        |
| 1-12-2022                                                              | Doha                                                                   | Canada                                                                 | 1 – 2                                                                  | Marocco                                                                | Mondiali 2022 - 1º turno                                               | -                                                                      |                                                                        |
| 6-12-2022                                                              | Al Rayyan                                                              | Marocco                                                                | 0 – 0 dts (3 – 0 dtr)                                                  | Spagna                                                                 | Mondiali 2022 - Ottavi di finale                                       | -                                                                      | 82’                                                                    |
| 14-12-2022                                                             | Al Khor                                                                | Francia                                                                | 2 – 0                                                                  | Marocco                                                                | Mondiali 2022 - Semifinale                                             | -                                                                      | 46’                                                                    |
| 25-3-2023                                                              | Tangeri                                                                | Marocco                                                                | 2 – 1                                                                  | Brasile                                                                | Amichevole                                                             | -                                                                      |                                                                        |
| 28-3-2023                                                              | Madrid                                                                 | Marocco                                                                | 0 – 0                                                                  | Perù                                                                   | Amichevole                                                             | -                                                                      | 81’                                                                    |
| 12-6-2023                                                              | Rabat                                                                  | Marocco                                                                | 0 – 0                                                                  | Capo Verde                                                             | Amichevole                                                             | -                                                                      |                                                                        |
| 17-6-2023                                                              | Durban                                                                 | Sudafrica                                                              | 2 – 1                                                                  | Marocco                                                                | Qual. Coppa d'Africa 2023                                              | -                                                                      | 41’                                                                    |
| 12-9-2023                                                              | Lens                                                                   | Marocco                                                                | 1 – 0                                                                  | Burkina Faso                                                           | Amichevole                                                             | -                                                                      |                                                                        |
| 14-10-2023                                                             | Abidjan                                                                | Costa d'Avorio                                                         | 1 – 1                                                                  | Marocco                                                                | Amichevole                                                             | -                                                                      | 66’                                                                    |
| 21-11-2023                                                             | Dar es Salaam                                                          | Tanzania                                                               | 0 – 2                                                                  | Marocco                                                                | Qual. Mondiali 2026                                                    | -                                                                      | 13’                                                                    |
| 30-1-2024                                                              | San-Pédro                                                              | Marocco                                                                | 0 – 2                                                                  | Sudafrica                                                              | Coppa d'Africa 2023 - Ottavi di finale                                 | -                                                                      | 76’                                                                    |
| 6-9-2024                                                               | Agadir                                                                 | Marocco                                                                | 4 – 1                                                                  | Gabon                                                                  | Qual. Coppa d'Africa 2025                                              | -                                                                      |                                                                        |
| 15-11-2024                                                             | Franceville                                                            | Gabon                                                                  | 1 – 5                                                                  | Marocco                                                                | Qual. Coppa d'Africa 2025                                              | -                                                                      |                                                                        |
| 19-11-2024                                                             | Oujda                                                                  | Marocco                                                                | 7 – 0                                                                  | Lesotho                                                                | Qual. Coppa d'Africa 2025                                              | -                                                                      |                                                                        |
| 21-3-2025                                                              | Oujda                                                                  | Niger                                                                  | 1 – 2                                                                  | Marocco                                                                | Qual. Mondiali 2026                                                    | -                                                                      |                                                                        |
| 25-3-2025                                                              | Oujda                                                                  | Marocco                                                                | 2 – 0                                                                  | Tanzania                                                               | Qual. Mondiali 2026                                                    | -                                                                      |                                                                        |
| Totale                                                                 |                                                                        | Presenze                                                               | 33                                                                     |                                                                        | Reti                                                                   | 2                                                                      |                                                                        |

## Palmarès

### Club
- Campionato olandese: 3

Ajax: 2018-2019, 2020-2021, 2021-2022
- Coppa dei Paesi Bassi: 2

Ajax: 2018-2019, 2020-2021
- Supercoppa dei Paesi Bassi: 1

Ajax: 2019
- Supercoppa di Germania: 1

Bayern Monaco: 2022
- Campionato tedesco: 1

Bayern Monaco: 2022-2023

### Individuale
- Miglior talento sportivo di Amsterdam: 1

2019